# Jak básníci neztrácejí naději
Jak básníci neztrácejí naději es una película de comedia checa de 2004 dirigida por Dušan Klein y escrita por Klein con Ladislav Pecháček. Es la quinta y penúltima película de la "hexalogía de los poetas", el título está precedido por Jak svět přichází o básníky (1982), Jak básníci přicházejí o iluze (1985), Jak básníkům chutná život (1988) y Konec básníků v Čechách (1993), y sucedida por Jak básníci čekají na zázrak (2016). La película está protagonizada por Pavel Kříž, David Matásek, Michaela Badinková y Tereza Brodská. La historia se centra en Štěpán, ahora en sus cuarenta, y las tribulaciones que atraviesa con el trabajo y el amor.

## Sinopsis
Tras la muerte de su madre, Štěpán, ahora en sus cuarenta, intenta decidir qué hacer con su vida. Consigue un nuevo trabajo como médico en un servicio de ambulancias, pero su relación con Ute, de quien se enamoró en la película anterior, se va derrumbando poco a poco. Su mejor amigo, Kendy, pide mudarse después de que su esposa lo echa. Los dos hombres se toman este cambio de suerte con buen humor y, al principio, la soltería incluso tiene cierto atractivo. A Štěpán le ofrecen el puesto de director en un hospital, y allí conoce a Anička y se enamora de nuevo. Sin embargo, Anička no cree que Štěpán haya superado a Ute y se va. La encuentra siete meses después, embarazada de su hijo.

## Reparto y personajes
- Pavel Kříž como Štěpán Šafránek
- David Matásek como Kendy
- Michaela Badinková como Anička Posedlá
- Tereza Brodská como Ute
- Lukáš Vaculík como Karas
- Miroslav Táborský como Hanousek
- Josef Somr como Prof. Ječmen
- Jana Hlaváčová como Tonička
- Adriana Karembeu como Madame Krásná (como Adriana Sklenaříková)
- Pavel Zedníček como Pisařík
- Oldřich Navrátil como Nádeníček
- Hoa Nguyen Khac como el Sr.Ceng
- Leoš Mareš como Rebelde
- Tomáš Töpfer como Dr. Sahulák
- Markéta Hrubesová como Ivetka
- Eva Jeníčková como Vendulka
- Lenka Kořínková como Sylvie (como Lenka Holas Kořínková)
- Jitka Kocurová como camarera Kamila
- Otmar Brancuzský como ginecólogo Vyhnálek
- Vlastimil Zavřel como Vorel
- Václav Knop como Dr. Voříšek